# Żochy (powiat ciechanowski)
Żochy – wieś sołecka w Polsce położona w województwie mazowieckim, w powiecie ciechanowskim, w gminie Ojrzeń.
| SIMC    | Nazwa        | Rodzaj    |
| ------- | ------------ | --------- |
| 1054185 | Żochy-Pieńki | część wsi |

Pierwsze wzmianki o miejscowości pojawiają się w 1420 roku. Początki miejscowości wiążą się z Żochowskimi herbu Brodzic. 
W miejscowości znajduje się dwór z XIX wieku, wraz z otaczającym go parkiem.
W latach 1975–1998 miejscowość należała administracyjnie do województwa ciechanowskiego.